# Wild Youth (film)
Wild Youth è un film muto del 1918 diretto da George Melford, sotto la supervisione di J. Stuart Blackton. La sceneggiatura di Beulah Marie Dix si basa sull'omonimo romanzo di Gilbert Parker, pubblicato a Filadelfia nel 1919. Prodotto dalla Famous Players-Lasky Corporation e distribuito dalla Paramount Pictures, il film aveva come interpreti Louise Huff, Theodore Roberts, Jack Mulhall, James Cruze, Adele Farrington, Charles Ogle.

## Trama
Costretta alle nozze con l'anziano e gretto Joel Mazarine, Louise vive infelice e maltrattata finché non incontra il giovane Orlando. Il marito, geloso, vede l'amore sbocciare tra i due giovani quando Orlando resta nel suo ranch per riprendersi da una ferita di proiettile. Louise, rimasta nei boschi a causa di una caduta da cavallo, non riesce a ritornare a casa e Mazarine accusa Orlando di averla rapita. Orlando, che la ritrova, la riporta al ranch ma Mazarine, furioso, picchia la moglie senza pietà. La donna viene salvata dall'intervento del fedele Li Choo, il suo domestico cinese, che uccide Mazarine.
Del delitto, viene accusato Orlando. La confessione di Li Choo lo scagiona. Louise e Orlando adesso sono liberi di sposarsi.

## Produzione
Il film fu prodotto dalla Famous Players-Lasky Corporation. Venne girato in California a Big Bear Valley, nella San Bernardino National Forest. Nuove fonti riportano che J. Stuart Blackton disegnò di persona le didascalie della pellicola.

## Distribuzione
Il copyright del film, richiesto dalla Famous Players-Lasky Corp., fu registrato il 15 marzo 1918 con il numero LP12183. Distribuito dalla Paramount Pictures, il film uscì nelle sale cinematografiche statunitensi il 18 marzo 1918.
Non si conoscono copie ancora esistenti della pellicola che viene considerata presumibilmente perduta.